# Tolerancja położenia
Tolerancja położenia – strefa tolerancji, która zawiera odstępstwo elementu tolerowanego (współśrodkowość, współosiowość, pozycja, symetria, profil linii, profil powierzchni) od idealnego położenia geometrycznego, które musi być jasno zdefiniowane jako baza lub bazy odniesienia.
W budowie maszyn wyróżnia się kilka odmian tolerancji położenia. Poniżej zostały opisane ich znaczenia oraz pokazane ich symbole graficzne używane w rysunku technicznym maszynowym. Każdy z symboli zawiera graficzny kod rodzaju tolerancji i wielkość tolerancji wyrażoną w milimetrach lub w stopniach, jeśli odnosi się do kąta. Tolerancję położenia najczęściej specyfikuje się na rysunkach złożeniowych. Ponieważ jest to tolerancja położenia dwóch elementów względem siebie, należy je wyspecyfikować i podać bazę względem której tolerancja ma być liczona – za pomocą dużej litery (np. A) – lub za pomocą dwóch strzałek łączących się z tabelkę z sygnaturą symbolu tolerancji, każdą wskazującą na jeden z elementów pary, do których odnosi się tolerancja położenia.
Symbole i ich znaczenia:
 – współśrodkowość
 – współosiowość
 – pozycja
 – symetria
 – profil linii
 – profil powierzchni